# Makai Mason
Makai Salaam Mason (* 4. Mai 1995) ist ein ehemaliger deutsch-amerikanischer Basketballspieler. Er misst 1,85 Meter und wurde als Aufbauspieler eingesetzt. Mason bestritt 15 Länderspiele für die deutsche Basketballnationalmannschaft.

## Karriere
Mason spielte für die Basketballmannschaft der Hotchkiss School im US-Bundesstaat Connecticut, ehe er 2014 seine College-Karriere an der Yale University begann. In seinem ersten Jahr erzielte er im Schnitt 6,2 Punkte pro Partie und verteilte 1,6 Korbvorlagen. In der Saison 2015/16 gelang ihm der Durchbruch: Bei 30 Einsätzen stand er jeweils in der Startformation der „Bulldogs“ und erreichte Mittelwerte von 16 Punkten, 3,8 Korbvorlagen und 2,8 Rebounds pro Spiel. Vor allem mit seinem Auftritt in der ersten Runde der NCAA-Playoffs gegen die Baylor University machte sich Mason einen Namen. Gegen das favorisierte Baylor trug er 31 Zähler zum 79:75-Sieg Yales bei. Mason erwog, sich für den NBA-Draft 2016 anzumelden, verwarf den Gedanken aber wieder, um weiterhin für Yale zu spielen.
Anfang November 2016 zog er sich einen Bruch im rechten Fuß zu, diese Verletzung setzte ihn für die gesamte Saison 2016/17 außer Gefecht. In der Vorbereitung auf die Spielzeit 2017/18 erlitt Mason einen Ermüdungsbruch im linken Fuß. Er kam während des Spieljahres 2017/18 letztlich nur in einem Spiel zum Einsatz.
Zur Saison 2018/19 wechselte er an die Baylor University. Für Baylor stand er im Spieljahr 2018/19 in 28 Partien auf dem Feld, gehörte dabei stets der Anfangsaufstellung an und erzielte im Schnitt 14,9 Punkte und 2,5 Rebounds je Begegnung. Des Weiteren bereitete er statistisch 3,4 Korberfolge seiner Nebenleute vor.
Im Juli 2019 unterschrieb er beim Alba Berlin (Basketball-Bundesliga) seinen ersten Vertrag als Berufsbasketballspieler. An den beiden Titelgewinnen mit den Berlinern in der Saison 2019/20 wirkte er in den entscheidenden Spielen nicht auf dem Feld mit: Das Pokalendspiel im Februar 2020 verpasste er verletzt, am Saisonschlussturnier der Bundesliga im Juni 2020, das nach der dreimonatigen Unterbrechung wegen der Ausbreitung von COVID-19 durchgeführt wurde, nahm er nicht teil, da er aus persönlichen Gründen in den Vereinigten Staaten geblieben war. Mason erzielte in seinem ersten Bundesliga-Jahr im Schnitt 3,9 Punkte pro Spiel. Im Sommer 2020 nutzte er eine Vertragsklausel zur Trennung von Alba Berlin und wechselte zum spanischen Erstligisten Bàsquet Manresa. Für Manresa bestritt er im Spieljahr 2020/21 28 Ligaspiele mit einem Mittelwert von 10,7 Punkten je Begegnung.

### Nationalmannschaft
Im Juli 2016 wurde er vor dem Beginn der EM-Qualifikation ins Aufgebot der deutschen Nationalmannschaft berufen und gab sein Länderspieldebüt am 30. Juli in einem Freundschaftsspiel gegen die Ukraine. Aufgrund der Absage von mehreren etablierten Stammkräften bekam Mason die Chance, sich im Trikot der Nationalmannschaft zu beweisen. Ein Kontakt mit dem damaligen Bundestrainer Chris Fleming kam nur zustande, weil Masons Vater bei ihm anrief und ihm seinen Sohn anbot. Er bestritt insgesamt 15 Länderspiele für Deutschland.

## Persönliches
Mason stammt aus Greenfield im US-Bundesstaat Massachusetts. Er besitzt die Staatsbürgerschaft der Vereinigten Staaten und Deutschlands. Sein Vorname Makai kommt aus dem Hawaiianischen und bedeutet „dem Meer entgegen“. Seine Mutter Jody, die gebürtig aus Mainz stammt, wollte ihn zunächst Wolfgang nennen, doch der Vater war dagegen. Sein Vater Dan arbeitete lange Zeit als Assistenztrainer der Basketball-Auswahl an der Hotchkiss School.